# Новошелковниково
Новошелковниково — упразднённый посёлок в Барабинском районе Новосибирской области. На момент упразднения входил в состав Козловского сельсовета. Исключен из учётных данных в 1974 году. Малая родина Героя Советского Союза Максима Григорьевича Апарина (1920—1943).

## География
Посёлок располагался на востоке района, среди озёр Камышное, Ближнее и Дальнее, в 4,5 км к юго-западу от деревни Пензино.

## История
Деревня Ново-Шелковниково была основана в 1762 году.
К 1920 году в составе Барабинской волости Томского уезда Томской губернии.
К 1926 году являлось центром Ново-Шелковниковского сельсовета Барабинского района Барабинского округа Сибирского края.
Решением Новосибирского облисполкома от 01.07.1974 г. № 451 посёлок исключен из учётных данных.

## Население
По переписи 1926 г. в деревне проживало 602 человека (300 мужчин и 302 женщины), основное население — русские

## Инфраструктура
В 1926 году состояла из 128 хозяйств. В деревне располагался маслозавод.

## Уроженцы
- Апарин, Максим Григорьевич — советский воин-артиллерист, участник Великой Отечественной войны, Герой Советского Союза.